# فيروز كاظم زاده
فيروز كاظم زاده (27 أكتوبر 1924 في موسكو - 17 مايو 2017) هو أكاديمي ومؤرخ أمريكي روسي، وكان بروفسور وأستاذ فخري بمادة التاريخ في جامعة ييل.

## حياته
وُلد فيروز كاظم زاده في موسكو، من أب إيراني أذربيجاني الأصل والذي كان يعمل في السفارة الإيرانية. بعد إنهاءه لدراسته الابتدائية والثانوية في موسكو، انتقل كاظم إلى الولايات المتحدة الأمريكية سنة 1944 ودرس في جامعة ستانفورد، وتخرج وحصل على مرتبة الشرف من جمعية (فاي بيتا كابا) في سنة 1946، وحصل على درجة الماجسيتر في سنة 1947. وفي سنة 1950 حصل كاظم على درجة الدكتوارة في التاريخ الروسي من جامعة هارفرد.
وعمل كاظم في جامعة هارفرد كأستاذ في الفترة بين 1954-1956، ليتنقل بعدها إلى جامعة ييل كبروفيسور في التاريخ حتى تقاعده كأستاذ فخري سنة 1992.
وهو مؤلف ومؤلف مشارك لعدد من الكتب في تاريخ روسيا وإيران، بالإضافة إلى عددٍ من المقالات والمراجعات لمجموعة من المنشورات العلمية الموثوقة.
عمل كاظم كمفوض للوكالة الأمريكية الدولية لحرية الأديان في الفترة بين 15 مايو 1998 و14 مايو 2003، كأول من يتولى هذا المنصب بعد ما قلده إياه الرئيس بيل كلينتون، وفي سنة 2001 أُعاد زعيم الأغلبية بمجلس الشيوخ الأمريكي توماس داسكل تعينه.
وكان فيروز كاظم زاده أحد أتباع العقيدة البهائية، وشارك كعضو في الجمعية الوطنية الروحية للعقيدة البهائية في الولايات المتحدة الأمريكية في الفترة بين سنة 1963 وسنة 2000.

## المؤلفات
1- «الكفاح الروسي الأذربيجاني»، 1918-192، جامعة ستنافورد.
2- «منشأ التطور الحديث للجسر القوازقي الفارسي، نظرة الأمريكين السولافك والأوروبين الشرقين»، أكتوبر 1956.
3- «روسيا وبريطانيا في فارس، 1864-1914: دراسة في الإستعمار»1968. الدراسات الروسية والأوروبية الشرقية في جامعة ييل، مطبعة جامعة ييل.
4- "التدخل الروسي في القفقاز"، الإستعمار الروسي من إيفان العظيم وحتى الثورة"، تاراس هازاك.1974، مطبعة جامعة روتجرز.
5- «العقيدة البهائية: ملخص مُعاد طباعته من موسوعة بريتانيكا» 1977، مُعاد طباعته من موسوعة بريتناكا، الجمعية الوطنية الروحية للعقيدة البهائية في الولايات المتحدة.
6-«الدخول الروسي لمنطقة القفقاز» منطقة القفقاز وعلاقتها بالحكومة المركزية،1979.وكالة تبادل المعلومات الدولية، مركز ويلسون، معهد كنان للدراسات العليا الروسية.
7- الكفاح من أجل القوقاز (1917-1921)"، 1981. مطبعة هايبروين (نسخة مُعادة الطباعة من نسخة سنة 1951 للمكتبة الفلسفية)
8- «العلاقات الإيرانية الروسية والاتحاد السوفيتي، حتى عام 1921» من عهد الشاه نادر وحتى الجمهورية الإسلامية،1991 تاريخ كامبردج لإيران (نسخة مُعادة الطباعة والنشر)، مطبعة جامعة كامبردج.
9-"العلاقات الخارجية لآسيا الصغرى: استفتاء تاريخي" "الإرث التاريخي في روسيا والولايات الجديدة في أوراسيا (1994)
10- «عبد البهاء عباس (1844-1921)».2009، مشروع الموسوعة البهائية، الجمعية الوطنية الروحية للعقيدة البهائية في الولايات المتحدة الأمريكية.